# Juan Félix de Alvarado y Luque
Juan Félix de Alvarado y Luque (Valdivia, c. 1797 – c. 1856) fue un político chileno que ocupó diversos cargos administrativos y fue diputado por Osorno y Valdivia.

## Biografía
Juan Félix de Alvarado y Luque fue bautizado en Valdivia el 18 de mayo de 1797, hijo de Tomás de Alvarado y Sánchez, empresario y político, y Gertrudis de Luque y Eslava. Su bisabuelo materno, Rafael de Eslava y Lassaga, fue gobernador de Valdivia.
Contrajo matrimonio en Valdivia en 1817 con Encarnación Lopetegui Vega, con quien procrearon 21 hijos. Electo diputado por Osorno, en las Asamblea Provincial de Valdivia en 1826, y fue secretario de la Asamblea, desde el 10 de noviembre de 1826 hasta el 10 de febrero de 1827. Electo diputado en la Asamblea Provincial de Valdivia de 1829, desempeñándose como secretario de dicha Asamblea. Nuevamente electo diputado en la Asamblea Provincial de Valdivia, que se extendió entre el 26 de marzo y el 8 de agosto de 1831, fue también, secretario de esta Asamblea. Se desempeñó como oficial 1º de la Tesorería de Valdivia, en 1831, ministro de la Tesorería y Aduanas unidas de Chiloé y elector de Presidente.
Fue dueño de mil cuadras de la hacienda Santo Tomás, adquirida por el cónsul de Prusia en Chile, Fernando Flindt, por sugerencia de Bernardo Philippi, la que, con el nombre de "Bellavista" recibió en 1846 a los primeros colonos alemanes de la Sociedad de Colonización de Francisco Kindermann; propietario de terrenos en Valdivia, entre el camino nuevo y el río Calle Calle, que fueron vendidos por sus hijos.